# Изнад закона
Изнад закона (енгл. Above the Law) негде и Нико - Изнад закона је амерички акциони трилер филм из 1988. године режисера Ендру Дејвиса, са Стивеном Сигалом, Пем Грир, Шерон Стоун и Хенри Силвом у главним улогама.
Сигал игра Ника Тосканија, бившег агента ЦИА-е, специјалисте за аикидо и полицајца из Чикага који открива заверу након истраге мистериозне пошиљке војног експлозива заплењеног од дилера наркотика.
Ово је филмски деби Стивена Сигала.

## Радња
Нико Тоскани (Стивен Сигал) је млади Американац италијанског порекла који је фасциниран јапанском културом и путује у Јапан да учи аикидо. До својих озбиљних година постаје признати мајстор.
У то време, Вијетнамски рат је већ био у пуном јеку, а њега, неискусног младића у светским пословима, регрутовала је ЦИА. Пошто је третиран патриотском проратном пропагандом, момак из специјалног одреда ЦИА је послат на границу Вијетнама и Камбоџе.
Током једног од састанака са агентима, Нико постаје сведок метода којима пријатељски агенти, плаћени од ЦИА, крију транспорт опијума из земаља златног троугла. Нелсон Фокс (Челси Рос) наговештава да ови момци имају „додатни приход”. Они брутално разбијају оне од лаоских герилаца, који су се усудили да поремете распоред испоруке. Пред очима Тосканија отвара се страшна истина о рату у Лаосу – Американци уопште нису ту да помогну било коме, они су ту да обезбеде нормално функционисање међународне трговине опијумом. Дакле, Нико посматра како шеф локалне обавештајне мреже, извесни Курт Зејгон (Хенри Силва), одлази свом агенту да одсече ногу, борбеним ножем, како би други били обесхрабрени да „краду његов хероин”. Нико му то не дозвољава, због чега умало постаје мета бескрупулозне ЦИА. Спашава га његов бивши регрут, агент Нелсон Фокс (Челси Рос), са којим се до сада спријатељио. Нелсон покрива свог друга, држећи на нишану љутите колеге и пребацујући њихов бес на себе.
Нико се враћа у Сједињене Америчке Државе и запошљава се у полицији Чикага. Заснива породицу, има прелепу жену (Шерон Стоун). Пар има сина. Живот породице Тоскани тече тихо, све док, током једне од операција привођења америчких нарко-дилера приликом склапања посла, Нико не наиђе на пластични експлозив, чија ознака јасно имплицира да је из арсенала његовог бившег колеге, што Ника и тада наводи на размишљање. Мистериозно, овај пластични експлозив, касније нестаје из складишта заплењеног од полиције, а главног осумњиченог, заједно са саучесником, пуштају исте вечери, после позива из седишта ЦИА – испоставља се да је он њихов слободњак. Амерички ратови су привремено завршени, а Нику постаје јасно да су се и његове бивше колеге вратиле кући и сада покушавају да наметну исти поредак у самим Државама...

## Улоге
| Глумац                | Улога                           |
| --------------------- | ------------------------------- |
| Стивен Сигал          | Нико Тоскани                    |
| Пем Грир              | детектив Делорес „Џекс” Џексон  |
| Хенри Силва           | Курт Зејгон                     |
| Рон Дин               | детектив Лукич                  |
| Шерон Стоун           | Сара Тоскани                    |
| Џин Барџ              | детектив Хендерсон              |
| Челси Рос             | Нелсон Фокс                     |
| Рони Барон            | бармен ЦИА-е                    |
| Николас Кусенко       | агент ФБИ Нили                  |
| Грегори Алан Вилијамс | агент ФБИ Халоран               |
| Џек Волас             | ујка Бранка                     |
| Ралф Фуди             | федерални службеник             |
| Џозеф Ф. Косала       | поручник Фред Строза            |
| Талмус Расулала       | заменик управника Краудер       |
| Хенри Годинез         | Отац Томасино                   |
| Данијел Фаралдо       | Баутиста Салвано                |
| Мигел Нињо            | Рамон Чи Чи                     |
| Мајкл Рукер           | човек у бару #1                 |
| Рекс Лин              | човек у бару #2                 |
| Џон Си Рајли          | насилник у бару (непотписан)    |
| Марк Бун млађи        | човек крај прозора (непотписан) |